# 우에키정 (구마모토현)
우에키정(일본어: 植木町)은 일본 구마모토현 북부, 가모토군에 있던 정이다. 정내에 세이난 전쟁의 최대의 격전지인 다바루자카가 있으며 일본 제일의 수박의 산지로서 알려져 있다.

## 지리
구마모토시의 북쪽에 인접하고 있어 구마모토 시의 베드타운을 형성한다. 중심부는 대지이고 그 대지를 피하는 형태로 정역의 서쪽을 JR 가고시마 본선이 통과한다. 정 중심부를 규슈의 대동맥인 국도 3호선이 종관하고 중심부 부근에는 국도 208호선과의 합류점도 있다. 정역의 북서쪽에서 동쪽으로 규슈 자동차도가 지나고 우에키 인터체인지가 있다.

## 인접한 자치체
- 구마모토시
- 야마가시
- 기쿠치시
- 고시시
- 다마나군 교쿠토정

## 역사
에도 시대에 부젠 가도와 미이케 가도의 역참 마을로서 번창했고 이것이 현재의 우에키 정 중심부의 기초가 된다. 메이지 시대 초기에는 우에키 학교도 열려 구마모토 현의 자유민권운동의 무대가 되었고 정 서쪽의 다바루자카는 세이난 전쟁의 최대 격전지가 되었다.
- 1889년 4월 1일 - 정촌제 시행에 야마모토 군 우에키 정·요시마쓰 촌·야마모토 촌·사쿠라이 촌·산토 촌·다바루 촌·히시가타 촌·다소코 촌이 성립하였다.

이 성립하였다.
- 1896년 4월 1일 - 군구정촌 편제법 시행에 의해 야마모토 군과 야마가 군이 합병해 가모토 군이 성립하였다.
- 1955년 1월 1일 - 우에키 정·요시마쓰 촌·야마모토 촌·사쿠라이 촌·산토 촌·다바루 촌·히시가타 촌이 대등 합병해 새로운 우에키 정이 성립하였다.
- 1969년 4월 1일 - 다소코 촌을 편입하였다.
- 2010년 3월 23일 - 구마모토시에 편입되었다.

## 교통

### 철도
- 규슈 여객철도 가고시마 본선

### 도로
- 규슈 자동차도
- 국도 3호선
- 국도 208호선

## 참고 문헌
- 角川日本地名大辞典編纂委員会, 『角川日本地名大辞典 43 熊本県』1987, 角川書店